# Трамбо (филм из 2015)
Трамбо (енгл. Trumbo) је амерички биографски драма филм из 2015. године у режији Џеја Роуча. Сценарио потписује Џон Макнамара по роману Далтон Трамбо аутора Брус Кука док су продуценти филма Мајкл Лондон, Џанис Вилијамс, Шивани Рават, Моника Левинсон, Нимит Манканд, Џон Макнамара и Кевин Кели Браун. Музику је компоновао Теодор Шапиро. 
Насловну улогу тумачи Брајан Кранстон као Далтон Трамбо, док су у осталим улогама Дајана Лејн, Хелен Мирен, Луј Си Кеј, Ел Фенинг, Џон Гудман и Мајкл Сталбарг. Светска премијера филма је била одржана 12. септембра 2015. године у САД. 
Буџет филма је износио 10 милиона долара, а зарада од филма је 13,3 милиона долара.

## Улоге
| Глумац          | Улога           |
| --------------- | --------------- |
| Брајан Кранстон | Далтон Трамбо   |
| Дајана Лејн     | Клео Трамбо     |
| Хелен Мирен     | Хеда Хупер      |
| Луј Си Кеј      | Арлен Хрид      |
| Ел Фенинг       | Никола Трамбо   |
| Џон Гудман      | Франк Кинг      |
| Мајкл Сталбарг  | Едвард Робинсон |
| Ричард Портнау  | Луис Б. Мајер   |